# Graptoleberis testudinaria
Graptoleberis testudinaria är en kräftdjursart som först beskrevs av Fischer 1848.  Graptoleberis testudinaria ingår i släktet Graptoleberis och familjen Chydoridae. Inga underarter finns listade i Catalogue of Life.